# Entoconcha mirabilis
Entoconcha mirabilis is een slakkensoort uit de familie van de Eulimidae. De wetenschappelijke naam van de soort is voor het eerst geldig gepubliceerd in 1852 door J. Müller.